# Rolf Schmitt
Rolf Schmitt (* 16. Dezember 1942) ist ein ehemaliger deutscher Handballspieler und -trainer.

## Leben
Aus Rostock kommend nahm Schmitt 1962 ein Studium an der Deutschen Hochschule für Körperkultur (DHfK) in Leipzig auf. Der 1,78 Meter große Kreisläufer und Linksaußen schloss sich der Handballmannschaft des SC DHfK Leipzig an, mit der er 1966 unter Trainer Hans-Gert Stein den Europapokal der Landesmeister gewann. Er spielte Handball nicht nur in der Halle, sondern auch auf dem Großfeld und beschäftigte sich in seiner 1967 vorgelegten Arbeit zum Abschluss seines Studiums an der DHfK mit dem Feldhandball. Schmitt, der für seinen schnellen Antritt bekannt war, lief auch in der 100-Meter-Leichtathletik-Sprintstaffel des SC DHfK.
Im Anschluss an seinen Studienabschluss zog es Schmitt nach Magdeburg. Dort war er unter anderem als Handballtrainer tätig, arbeitete zwischen 1976 und 1980 für den SC Magdeburg und war bei dem Verein für die Gesamtentwicklung der unterschiedlichen Mannschaften zuständig.